# Молина (Чили)
Молина (исп. Molina) — город в Чили. Административный центр одноимённой коммуны. Население — 27203 человек (2002).   Город и коммуна входит в состав провинции Курико и области Мауле.
Территория — 1 552 км². Численность населения — 45 976 жителя (2017). Плотность населения — 29,6 чел./км².

## Расположение
Город расположен в 49 км на северо-восток от административного центра области города Талька и в 15 км на юг от административного центра провинции  города Курико.
Коммуна граничит:
- на северо-востоке — c коммуной Курико
- на востоке — с провинцией Мендоса (Аргентина)
- на юге — c коммуной Сан-Клементе
- на юго-западе — c коммуной Рио-Кларо
- на западе — c коммуной Саграда-Фамилиа

## Демография
Согласно сведениям, собранным в ходе переписи 2017 г  Национальным институтом статистики (INE),  население коммуны составляет:
| Полное население                          | Полное население                          | Полное население                          | Полное население                          | Полное население                          | 45 976 |
| ----------------------------------------- | ----------------------------------------- | ----------------------------------------- | ----------------------------------------- | ----------------------------------------- | ------ |
| в том числе:                              | Городское население                       | 37 318                                    | Процент городского населения, %           | 81,17                                     |        |
|                                           | Сельское население                        | 8 658                                     | Процент сельского населения, %            | 18,83                                     |        |
|                                           | Мужское население                         | 22 635                                    | Процент мужского населения, %             | 49,23                                     |        |
|                                           | Женское население                         | 23 341                                    | Процент женского населения, %             | 50,77                                     |        |
| Плотность населения, чел/км²              | Плотность населения, чел/км²              | Плотность населения, чел/км²              | Плотность населения, чел/км²              | Плотность населения, чел/км²              | 29,6   |
| Население коммуны в % к населению области | Население коммуны в % к населению области | Население коммуны в % к населению области | Население коммуны в % к населению области | Население коммуны в % к населению области | 4,40   |

### Важнейшие населенные пункты коммуны
- Молина  (город) — 27203 жителей
- Пичингаль (поселок) — 1236 жителей
- Итауэ-Уно (поселок) — 1029 жителей